# Denise Imoudu
Denise Imoudu est une joueuse allemande de volley-ball née le 14 décembre 1995 à Schwedt. Elle mesure 1,81 m et joue au poste de passeuse. Elle totalise 11 sélections en équipe d'Allemagne.

## Clubs
| Club                   | De        | À         |
| ---------------------- | --------- | --------- |
| TSV Blau-Weiß Schwedt  | 2003-2004 | 2008-2009 |
| VC Olympia Berlin      | 2009-2010 | 2012-2013 |
| Schweriner SC          | 2013-2014 | 2014-2015 |
| VT Aurubis Hamburg     | 2015-2016 | 2015-2016 |
| SC Potsdam             | 2016-2017 | 2017-2018 |
| Ladies in Black Aachen | 2018-2019 | 2018-2019 |
| SC Potsdam             | 2019-2020 | 2019-2020 |
| Schweriner SC          | 2020-2021 | ...       |

## Palmarès
- Supercoupe d'Allemagne
  - Vainqueur : 2020.